# Petro Bakowycz
Petro Bakowycz (ukr. Петро Бакович, ur. 7 sierpnia 1893 w Dziedziłowie, zm. 16 czerwca 1978 w Nowym Jorku) – ukraiński wojskowy, krajowy komendant Ukraińskiej Organizacji Wojskowej w 1923.

## Życiorys
W 1913 ukończył ukraińskie gimnazjum akademickie we Lwowie. W czasie wojny polsko-ukraińskiej był kapitanem Ukraińskiej Halickiej Armii, dowódcą pułku w 3 Brygadzie Piechoty, następnie dowódcą 1 brygady strzelców w 5 Chersońskiej Dywizji Strzelców.
Po wojnie długoletni inspektor Związku Rewizyjnego Spółdzielni Ukraińskich we Lwowie.
Po II wojnie światowej przebywał na emigracji w USA.